# Guillaume Soro
Guillaume Kigbafori Soro (8 de mayo de 1972) desempeñó el cargo de primer ministro de Costa de Marfil desde el 4 de abril de 2007 hasta el 6 de diciembre de 2010. Anteriormente a su nombramiento como Jefe de Gobierno, Soro lideró primero el Movimiento Patriótico de Costa de Marfil y el grupo rebelde Fuerzas Nuevas de Costa de Marfil después como su Secretario General. Fue nombrado nuevamente Primer Ministro el 11 de abril de 2011.

## Guerra civil

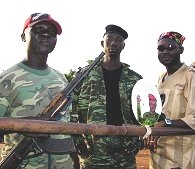
Soldados africanos rebeldes

Católico procedente del norte del país, Soro lideró al Movimiento Patriótico de Costa de Marfil (MPCI) en la rebelión de septiembre de 2002 contra el Presidente Laurent Gbagbo, hecho desencadenante de la Guerra Civil Marfileña. En diciembre de 2002 el MPCI de Soro se alió con otros dos grupos rebeldes, el Movimiento Popular Marfileño del Gran Oeste (MPIGO) y el Movimiento Justicia y Paz (MJP), para formar las Fuerzas Nuevas de Costa de Marfil, grupo del cual Soro fue nombrado Secretario General.

## Carrera política
Siguiendo las pautas marcadas por el acuerdo de paz de enero de 2003, Soro entró en el Gobierno como Ministro de Comunicaciones en abril de ese mismo año. Los ministros miembros de las Fuerzas Nuevas iniciarion un boicot al Gobierno en septiembre de 2003 para regresar al mismo en enero de 2004. Tras una manifestación de oposición celebrada en Abiyán en marzo de 2004 que fue violentamente disuelta, Soro y otros antiguos ministros rebeldes y opositores retomaron el boicot. En respuesta, Gbagbo destituyó a Soro y a otros dos ministros el 19 de mayo de 2004. Soro denunció esta maniobra, afirmando que se trataba de una violación del acuerdo de paz por parte de Gbagbo. El 9 de agosto de 2004 Soro asistió a una reunión del gabinete y le fue restituido su puesto. El 28 de diciembre de 2005, Soro fue nombrado Ministro de Reconstrucción y Reintegración del gobierno encabezado por el primer ministro Charles Konan Banny, pasando a ser su "segundo de a bordo". De todas formas, no asistió a ninguna reunión del gabinete hasta el 15 de marzo de 2006.

## Primer ministro

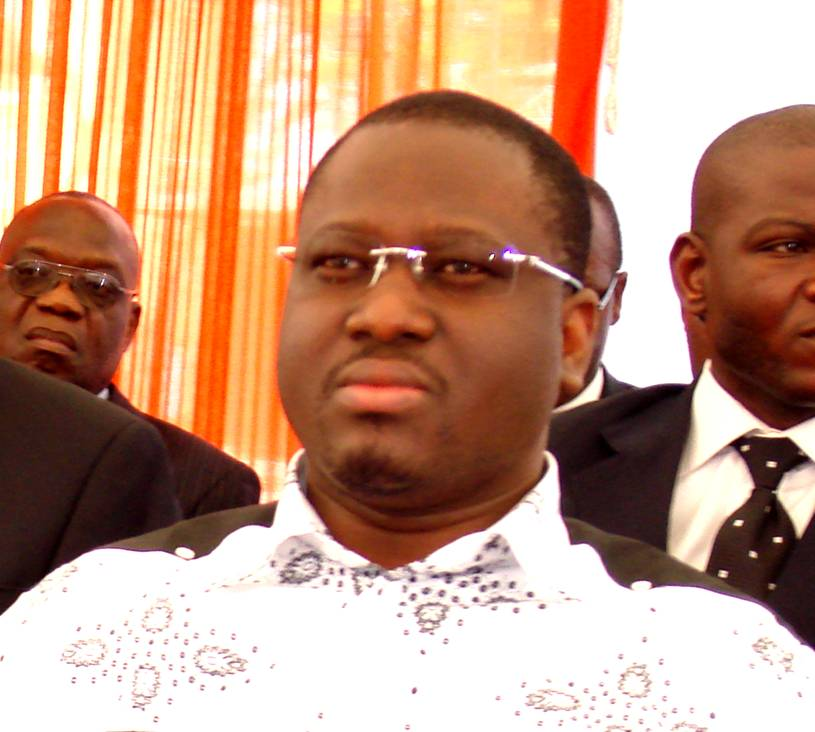
Guillaime Soro al formar parte del gobierno tras la firma del acuerdo de paz.

Tras la firma de otro acuerdo de paz el 4 de marzo de 2007, apareció la posibilidad de que Soro fuese nombrado primer ministro de un nuevo gobierno tras varios rumores que afirmaban que Gbagbo quería al líder rebelde para ese puesto. En una entrevista publicada el 24 de marzo, Soro comentó que estaba deseando convertirse en primer ministro. Ese mismo día se firmó un acuerdo según el cual Soro se convertía en primer ministro, quedando solamente que Gbagbo hiciera oficial el nombramiento, siendo necesario esperar únicamente 2 días para ello. El Presidente nombró a Soro primer ministro el 29 de marzo. y éste tomó posesión del cargo el 4 de abril. Tres días después, el 7 de abril, quedó constituido un gabinete de 32 ministros (aparte de Soro), muchos de ellos procedentes del gobierno anterior encabezado por Banny.
En un discurso emitido el 13 de abril, Soro se disculpó «ante todos y en nombre de todos» por el daño que la guerra había causado al país.
El 29 de junio de 2007, fueron lanzados varios cohetes contra el avión de Soro, que se encontraba estacionado en el aeropuerto de Bouaké, quedando el aparato notablemente dañado. Soro salió ileso, si bien cuatro personas resultaron muertas y otras diez, heridas. Los culpables terminaron siendo arrestados.
- Wikinoticias tiene noticias relacionadas con Guillaume Soro.

Soro y Gbagbo participaron en la ceremonia de desarme la "Llama de la Paz", el 30 de julio. En este acto fueron incineradas distintas armas como símbolo del fin del conflicto.